# Reel Satriani VHS
Reel Satriani VHS, também chamado de Reel Satriani, é um video/documentário de 58 min, distribuído em 1996 em formato VHS que contém imagens da gravação do álbum Joe Satriani, sendo, assim, uma espécie de "Making-of" deste álbum.
O álbum inclui performances, em estúdio, de 4 canções.
De acordo com o site officialcharts.com/, Reel Satriani VHS alcançou a posição 48 da "Official Music Video Chart" em setembro de 1998.

## Faixas
1. Cool 9
	
2. Luminous Flesh Giant
	
3. (You're) My World

4. If

## Prêmios e Indicações
- Reel Satriani é um dos videos citados na lista "Best Music Documentaries for Guitar Players" do site GuitarHabits.com[9]